# أنجيلا روبليدو
أنجيلا ماريا روبليدو غوميز (من مواليد 7 سبتمبر 1953) هي عالمة نفس وسياسية يسارية كولومبية. حاليًا هو عضو في مجلس النواب، روبليدو هي عميد سابق لعلم النفس في جامعة بونتيفيكال كزافيريان.
كانت روبليدو عضوًا في التحالف الأخضر من يسار الوسط من 2010 إلى 2018، وانضمت إلى الحزب الاشتراكي كولومبيا هيومانا لتولي منصب نائب الرئيس لجوستافو بيترو في عام 2018. منذ ذلك الحين ، انفصلت روبليدو عن بيترو وعادت إلى التحالف الأخضر. وتعتبر مرشحة محتملة في الانتخابات الرئاسية لعام 2022. تشتهر روبليدو بسياستها النسوية والعمل على إنهاء العنف ضد المرأة.

## الحياة والوظيفة
نشأت روبليدو في مدينة مانيزاليس الواقعة في مقاطعة كالداس. تستشهد روبليدو بوالدتها كأول شخص عرفها بالنسوية. صرحت روبليدو أن عائلتها لم تكن ثرية، لكنها جنت ما يكفي لدفع مصاريف تعليمها وإخوتها.
درست روبليدو علم النفس من عام 1971 إلى 1975، وعادت لاحقًا إلى الكلية للحصول على درجة الماجستير في السياسة الاجتماعية من 2004 إلى 2007. عملت كأستاذ وباحث في كل من الجامعة البابوية الكزافيريانية وكذلك جامعة ديل روزاريو. في عام 2004 أصبحت عميدًا أكاديميًا لكلية علم النفس في الجامعة البابوية الكزافيريانية، ثم عملت لاحقًا كرئيسة للجمعية الكولومبية لكليات علم النفس.
أثناء استكمال دراستها ستلتقي روبليدو بالمرشح الرئاسي المستقبلي أنتاناس موكوس. طورت روبليدو علاقة مهنية وثيقة مع موكوس، وتتحدث معه بانتظام حول الحاجة إلى معالجة قضايا المرأة. بصفته عمدة بوغوتا سيعمل على تعيين روبليدو مديرة للإدارة الإدارية للرعاية الاجتماعية للمنطقة، وهو منصب شغلت فيه من 2001 إلى 2003. خلال هذا الوقت دافعت روبليدو عن سياسات المساواة بين الجنسين، مما ساعد على تعزيز تكافؤ الفرص خطة للمساواة بين الجنسين في منطقة العاصمة للفترة من 2004 إلى 2016 بالتعاون مع عضو مجلس مدينة بوغوتا كارلوس باينا.

## عضو مجلس النواب
في عام 2010 ترشحت لعضوية مجلس النواب في كولومبيا كعضو في التحالف الأخضر من يسار الوسط بمساعدة موكوس. حصلت على 158.415 صوتًا وانتخبت في الهيئة، وفي عام 2014 تم إعادة انتخابها.
كانت روبليدو عضوا في اللجنة السابعة والمتكاملة للمساواة بين الجنسين. بالإضافة إلى ذلك أسست لجنة السلام التابعة للغرفة مع السناتور البديل من الحزب الديمقراطي إيفان سيبيدا.
في عام 2014 كتبت روبليدو ودافعت عن القانون 1719، وهو اقتراح لتعديل قانون العقوبات لضمان الوصول إلى العدالة لضحايا العنف الجنسي، وخاصة العنف الجنسي أثناء النزاع المسلح. روبليدو من المدافعين عن حقوق الإجهاض وشاركت في مسيرة لإنهاء العنف ضد النساء المتحولات.